# 劉纂 (南朝)
长沙王劉纂（5世紀—479年），字元绩，南朝宋长沙景王刘道鄰曾孙，长沙悼王劉瑾之子。

## 生平
宋文帝元嘉三十年（453年），太子刘劭弑父篡位，劉瑾同时也被杀。宋孝武帝即位后，追赠劉瑾散骑常侍。因为劉瑾的长子劉粲早夭，故由次子劉纂在服阕後袭封长沙王。劉纂官至步兵校尉。
宋顺帝昇明三年（479年），劉纂去世。同年，萧道成建立南齐，刘宋灭亡，长沙王国同时也被废除。虽然本传没记载他的具体死因，但同年去世的刘宋诸侯王有多人，且《南史·宋本纪下第三》载“宋之王侯无少长皆幽死矣”。

## 家庭
- 子：劉延之，宋明帝泰始五年（469年）立为始平王[2]，出继始平冲王劉子鸾。